# (42522) Chuckberry
(42522) Chuckberry ist ein Asteroid des inneren Hauptgürtels. Er wurde am 8. Februar 1994 von dem belgischen Astronomen Eric Walter Elst am La-Silla-Observatorium der Europäischen Südsternwarte in Chile (IAU-Code 809) entdeckt.
Der Asteroid gehört zur Nysa-Gruppe, einer nach (44) Nysa benannten Gruppe von Asteroiden (auch Hertha-Familie genannt, nach (135) Hertha). Die zeitlosen (nichtoskulierenden) Bahnelemente von (42522) Chuckberry sind fast identisch mit denjenigen von vier weiteren Asteroiden: (9157) 1983 RB4, (110375) 2001 SR334, (170975) 2005 CW26 und (270311) 2001 WE82.
(42522) Chuckberry wurde am 5. Oktober 2017 nach dem US-amerikanischen Sänger, Gitarristen, Komponisten und Pionier des Rock ’n’ Roll Chuck Berry (1926–2017) benannt. Seit 2020 ebenfalls nach Chuck Berry benannt ist ein Einschlagkrater auf der nördlichen Hemisphäre des Planeten Merkur: Merkurkrater Berry.